# Platygramme platyloma
Platygramme platyloma är en lavart som först beskrevs av Johannes Müller Argoviensis, och fick sitt nu gällande namn av M. Nakan. & Kashiw. Platygramme platyloma ingår i släktet Platygramme och familjen Graphidaceae.   Inga underarter finns listade i Catalogue of Life.